# Callixena
Callixena is een geslacht van vlinders van de familie Uilen (Noctuidae).

## Soorten
- C. barbara (Berio, 1940)
- C. longipalpis Berio, 1959
- C. versicolora Saalmüller, 1891
- C. viettei (Berio, 1956)